# 落路下

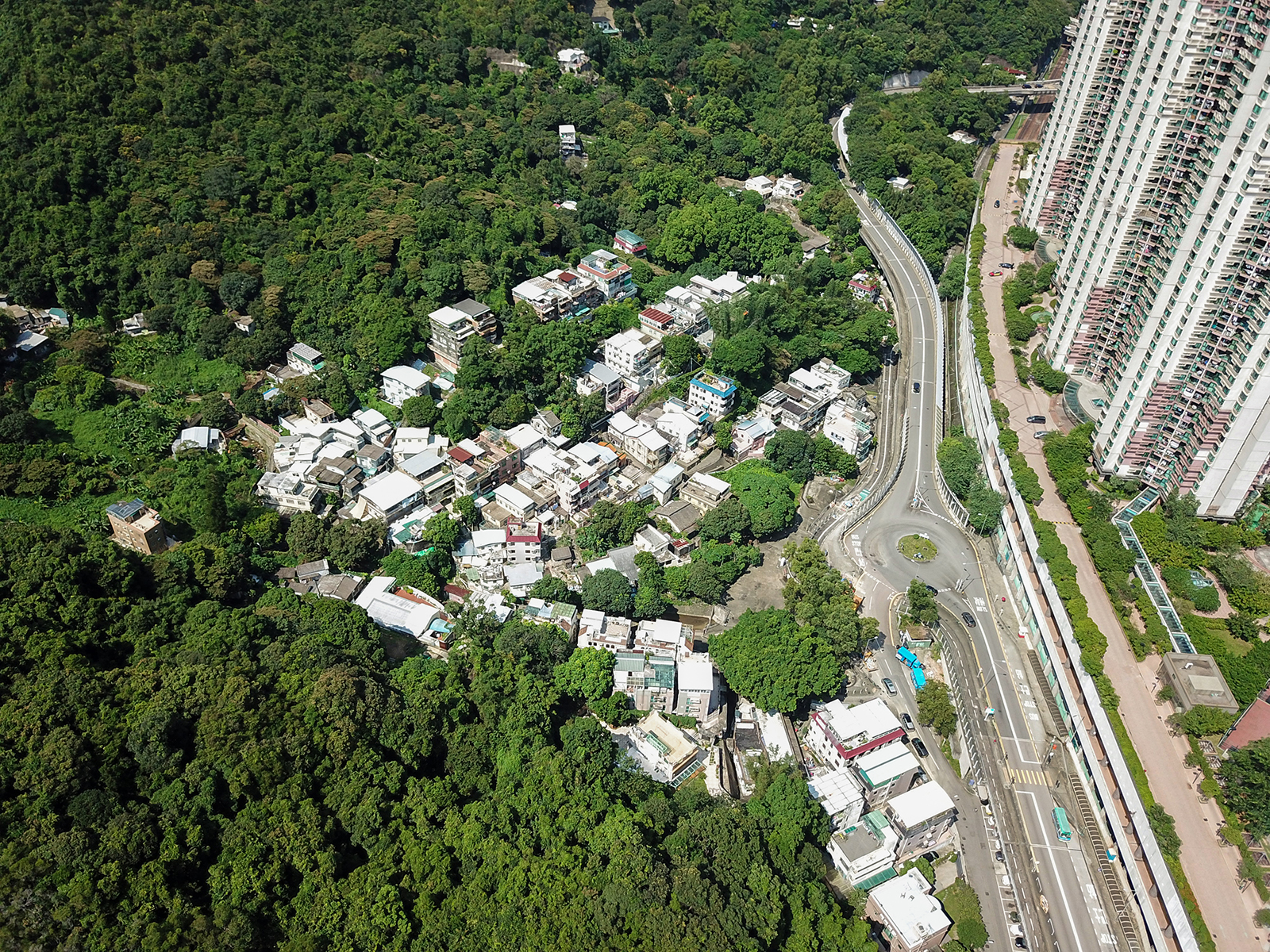
落路下全貌

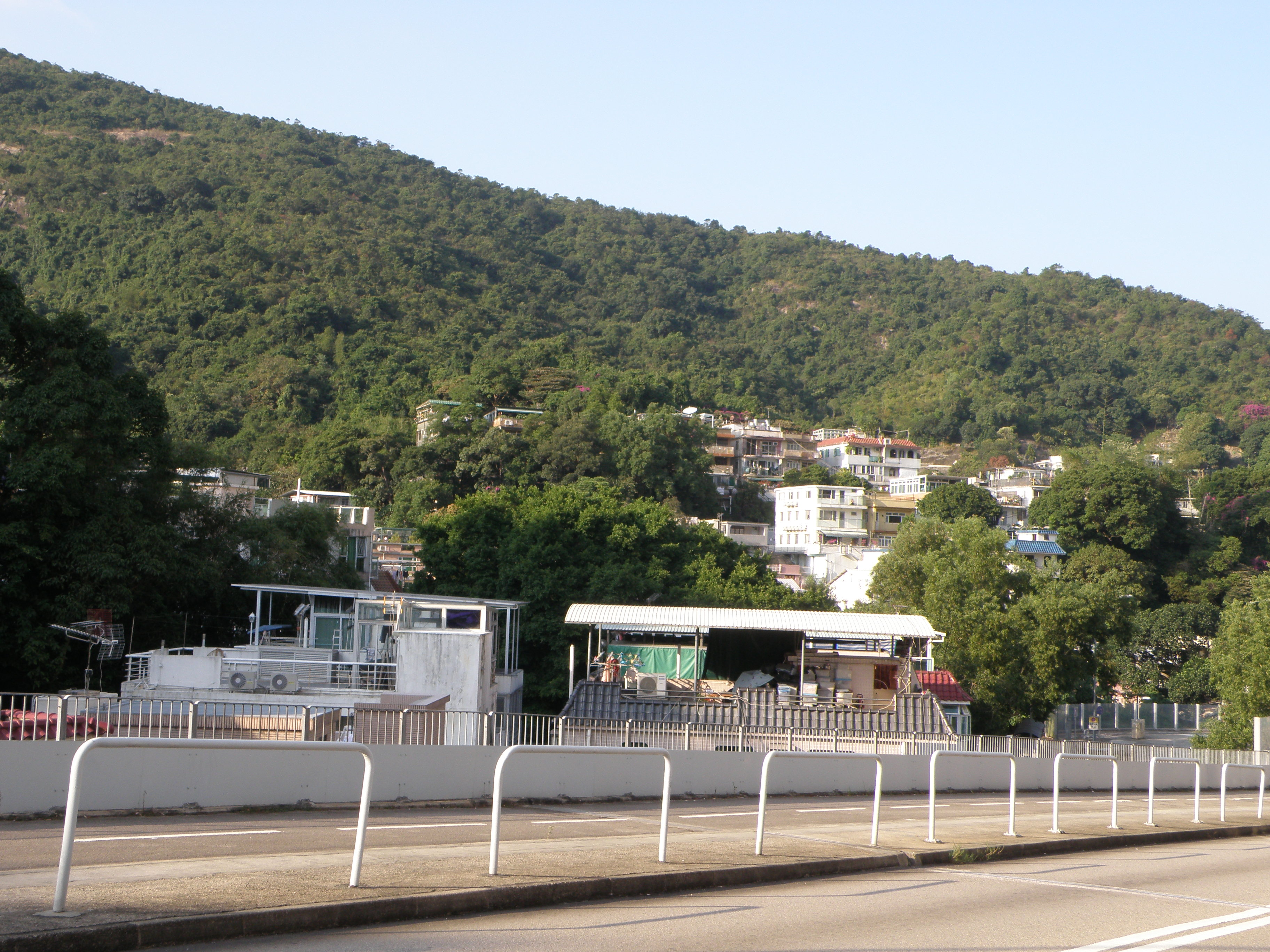
落路下

落路下（英語：Lok Lo Ha）是位於香港沙田區火炭的一條村落，隸屬於沙田九約之一的火炭約。落路下位於禾寮坑和九肚山之間。

## 歷史
清乾隆年間，客家人劉廷瑞由廣東長樂遷到沙田一帶，並於落路下建村定居，再有後人分支到鄰近的禾寮坑、拔子窩和馬料三地。落路下作為地名早於1866年出版的《新安縣全圖》已有標示，並載於1905年批出的集體官契中，1911年落路下有90名村民。香港九約竹枝詞中載有「尚有船枚落路下，擔魚男女不停肩」。
落路下村位於一個小山谷中，原建有30間多村屋。落路下對出是一大片沙田海，村前原有一個沙灘、岬角和渡頭，19世紀有渡輪前往圓洲角，亦有漁民聚居於灣內，村後的山谷則有大片存在至今的梯田。1900年代初，連接九龍至上水的大埔道在村前落成。1910年，九廣鐵路英段通車，鐵路路軌和改道後的大埔道經過村前的新填海地。
1960年代末，政府在路軌外再次填海，用作發展何東樓車廠， 1968年啟用。1970年代中，沙田海再次填海以興建馬場，落路下和禾寮坑之間的山頭被闢作挖泥區。填海完成後地皮用作中低密度住宅發展，由於新發展區鄰近落路下，主要道路均以「樂」字作開頭。1996年，何東樓車廠上蓋的大型屋苑駿景園落成，令落路下的景觀全面被高樓大廈阻擋。

## 地標建築
- 劉氏宗祠
- 基督教靈磐教會

## 交通
- 新界專線小巴28K
- 新界專線小巴28S
- 九巴72
- 九巴72A
- 九巴73A
- 九巴74A
- 九巴88K
- 新界專線小巴811
- 新界專線小巴811A
- 新界專線小巴814
- 九巴872
- 龍運A46
- 港鐵東鐵綫火炭站

## 外部連結
- 居民代表選舉落路下（沙田）的劃定現有鄉村範圍（2019至2022年） （页面存档备份，存于）
- 火炭落路下村舊照片（吳鉅強1964年著） （页面存档备份，存于）